# Пирующие
«Пирующие» (др.-греч. Δαιταλεῖς) — комедия древнегреческого драматурга Аристофана, поставленная им в 427 году до н. э. под именем актёра Каллистрата, самая первая из его пьес. Заняла на состязании второе место. Текст комедии практически полностью утрачен, сохранился только ряд коротких фрагментов, процитированных более поздними античными авторами(фрг. 105—139).
Известно, что хор в пьесе составляли пирующие. Главными героями были старик и двое его сыновей, скромный (он получил воспитание в старинном стиле) и распутный, прошедший обучение у софистов. Предположительно главной темой пьесы было высмеивание софистического воспитания. Одного из персонажей Аристофан наделил чертами политика-демагога Клеона, и тот привлёк драматурга к суду за «оскорбление города перед лицом союзников». Однако обвиняемым стал Калистрат, ставивший пьесу, и суд его оправдал